# Negima ! Le Maître magicien
Autre
Negima ! Le Maître magicien (魔法先生ネギま！, Mahō sensei Negima!), également appelé Negima ! (ネギま!), est un shōnen manga écrit et dessiné par Ken Akamatsu. Il est pré-publié dans l'hebdomadaire Weekly Shōnen Magazine de l'éditeur Kōdansha, entre février 2003 et mars 2012, et compilé en un total de 38 tomes. La version française est éditée en intégralité par Pika Édition. Le manga est adapté à trois reprises : deux fois en anime, et une fois en tokusatsu.

## Synopsis
Negi Springfield, âgé de 10 ans, vient de terminer ses sept ans d'études de magie. Afin de devenir magicien accompli, il est envoyé au Japon pour être professeur d'anglais dans une classe du collège Mahora, la 2-A (équivalent à la classe de 4e en France). À son arrivée sur le campus, il a un accrochage avec Asuna Kagurazaka, une de ses élèves chez qui il va loger sur décision du directeur. Asuna va découvrir rapidement qu'il est magicien. Il va alors apprendre qu'être professeur dans une classe de filles n'est pas toujours de tout repos…

## LeMundus Magicus
(juin 2022).
- Si vous ne connaissez pas le sujet, laissez ce bandeau (vous pouvez alors contacter les auteurs).
- Si vous supprimez le contenu mis en cause (vous pouvez préalablement contacter les auteurs),

argumentez précisément cette suppression dans la page de discussion
(un manque de référence n'est pas un argument ; une recherche réelle de référence doit avoir été effectuée, être formellement documentée).
C'est, dans l'univers d'Akamatsu, un monde fantaisiste parallèle à la Terre. Il est accessible depuis le Mundus Vetus grâce à un ensemble de portails ressemblant au sanctuaire de Stonehenge, mais en bon état.

### Monde Magique
Géographiquement parlant, ce monde n'est pas très différent du nôtre bien qu'il soit globalement plus petit. Cependant, c'est dans sa faune, sa population et son organisation politique qu'il faudra chercher les différences. Il y a une monnaie unique sur toute la planète : le drachmas, dérivé de la monnaie grecque, drachme

#### Faune
On peut apparemment trouver dans le Mundus Magicus la plupart des créatures classiques de la fantaisie, nous parlerons plus tard des humains et des humanoïdes pour nous concentrer sur les animaux dans ce chapitre. La plupart des créatures sont définies comme étant des dragons ; ainsi, bien que les personnages rencontrent peu de dragons écailleux auxquels on pense en premier, ils rencontrent un dragon-tigre (une espèce très agressive avec des touffes de poils et des griffes très tranchantes), ou encore un dragon-griffon qui a en réalité tout de la seconde créature comprise dans son nom. Certains dragons à cornes semblent suivre un cycle agressivité / passivité en fonction de la présence ou non de leurs cornes.
Il existe aussi au moins une créature inhabituelle : la dévoreuse de tissu de la forêt de Cerberus, une espèce de pieuvre terrestre qui fait fondre les vêtements de sa cible.

#### Population
On connaissait déjà avec Setsuna et Kotaro l'existence des hybrides dans le monde magique, cependant, comme on peut le découvrir au fil des chapitres, il existe des nombreuses espèces d'hommes-bêtes. Les plus courants des thérianthropes semblent être les hommes-chiens et les hommes-chats.
D'autres créatures comme les fées bien que vivant apparemment en marge de la société semblent relativement bien intégrées à celle-ci. Les hybrides ne semblent quant à eux pas tous jugés de la même manière : alors que les hybrides hommes-chats/humains semblent très bien intégrés dans la société magique, on ne voit que très peu d'hybrides hommes-chiens/humains et ils semblent rejetés par les autres populations. Comme on peut le penser, les hommes-bêtes sont les autochtones de ce monde alors que les humains sont arrivés du Mundus Vetus il y a plusieurs siècles, avant le Grand Isolement. Les humains sont majoritaires dans les pays du nord alors que les hommes-bêtes dominent le sud.

#### Organisation politique
Beaucoup plus pyramidale que la nôtre, elle rappelle le système féodal où un seigneur est toujours le vassal d'un autre excepté pour celui qui se trouve tout en haut de l'édifice. Le monde est ainsi séparé en deux grandes alliances composées de plusieurs états plus ou moins indépendants. La plupart de ces états sont constitués d'une cité et parfois de quelques villages, qui restent cependant sous la coupe de chaque capitale d'alliance. Les pays du sud forment une alliance impériale dirigée par la famille royale de la cité d'Héras, des hommes-bêtes ressemblant vaguement à des elfes à la peau sombre. Les pays du nord forment une alliance sénatoriale dirigée depuis la cité de Megalomésembria.
Historiquement, Ostia, en raison de sa place centrale dans ce monde, occupait le rôle de capitale mondiale et était chargée de maintenir le pays entre les alliances, cependant la perte de la cité volante lors du sacrifice des Vesperina pour clore la Guerre des Mages a fait cesser ce système de capitale mondiale ; cependant, la dernière île encore dans le ciel accueille chaque année un festival pour la paix durant lequel les représentants des deux alliances se rencontrent pour préserver le fragile équilibre entre les deux parties.

#### Carte

Mundus Magicus.

### Géographie

#### Cités
- Ostia, la cité volante : C'est l'ancienne capitale du Mundus Magicus et du pays disparu de Vespertatia. Célébrée autrefois pour sa splendeur et son rayonnement culturel, ce n'est aujourd'hui qu'un vaste ensemble de ruines tombées à terre. Bien qu'il reste encore une île dans le ciel, elle n'a pas pu accueillir tous les survivants et beaucoup ont simplement changé de pays.
 Pendant longtemps, la grande bataille qui conclut la Guerre des Mages laissa tellement de résidus de magie qu'il était devenu presque impossible d'y vivre, cependant ces résidus ont fortement diminué et la dernière île est devenue plus vivable.
Tous les ans, un festival pour la paix y est organisé et, pour fêter les vingt ans de la fin de la guerre, un grand tournoi a lieu dans l'arène de la cité.
C'est l'une des rares villes de la planète à avoir des portails dimensionnels, et la seule où ils sont en état de marche, ils sont cependant au milieu des ruines et désactivés.
C'est la famille Vesperina qui était à sa tête et si la cité était encore debout aujourd'hui, l'impératrice serait probablement Asuna Kagurazaka.

- Megalomesembria, la capitale de l'alliance du nord : Entrevue rapidement lors de l'arrivée des Ala Alba dans le Mundus Magicus, c'est une gigantesque cité lacustre au pied de non-moins gigantesques montagnes. C'est la plus grande ville du monde et elle accueille le sénat de l'alliance du nord. C'est l'une des rares villes de la planète à avoir des portails dimensionnels, cependant ceux-ci ont été détruits par Fate Averruncus et plusieurs années seront nécessaires à leur réparation.

- Heras, la capitale de l'empire du sud : Pour le moment seulement évoqué, c'est dans cette cité que se trouve le palais impérial des états du sud. Elle est protégée par de gigantesques dragons ancestraux. Elle aussi est l'une des rares villes de la planète à avoir des portails dimensionnels, également détruits par Fate Averruncus, plusieurs années seront nécessaires à leur réparation.

- Granicus, la cité esclavagiste : Cité du désert d'Elysium, elle encourage l'esclavage pour dettes, forçant ainsi le débiteur à rester au service du créditeur tant qu'il n'a pas remboursé le prêt par le travail ou qu'un tiers ne l'a fait pour lui. Plusieurs élèves de Negi sont tombées dans le système. C'est à l'Est de cette cité dans une oasis que Jack Rakan, un ancien Ala Rubra et rival de Nagi, a installé sa tour[6].

- Ariadne, la cité-école : C'est une cité des plaines du sud qui accueille une gigantesque école féminine de magie. Cette école forme les futures membres des Turma Valcyriaria[7], l'élite guerrière de la cité libre d'Ariadne et l'une des plus imposantes forces gardiennes du Mundus Magicus. Tous les ans, une grande course en balai autour de la forêt voisine oppose plusieurs équipes des élèves de troisième année. L'utilisation de la magie est permise, cependant, les participants ayant en raison de leur inexpérience interdiction d'utiliser des sorts offensifs, l'utilisation de sorts de type exarmatio est privilégiée, transformant généralement l'épreuve en strip-course. C'est là que Yue a échoué après la téléportation incontrôlée. Elle a perdu la mémoire à la suite d'un accident.

- Hécates, la cité du désert d'Elysium : C'est, en dehors de Megalomesembria, la première ville que le lecteur aura l'occasion d'observer. Elle est située dans le désert de l'Ouest du continent d'Elysium. Negi et plusieurs de ses camarades ne ferront qu'y passer avant de se diriger vers Granicus.

- Tempe, la cité du désert de Tempe Terra : On ne la voit que très rarement lors des cours passages mettant en scène Yuna et Makie. C'est une cité du désert dans laquelle l'action se situe uniquement dans une taverne.

## Manga

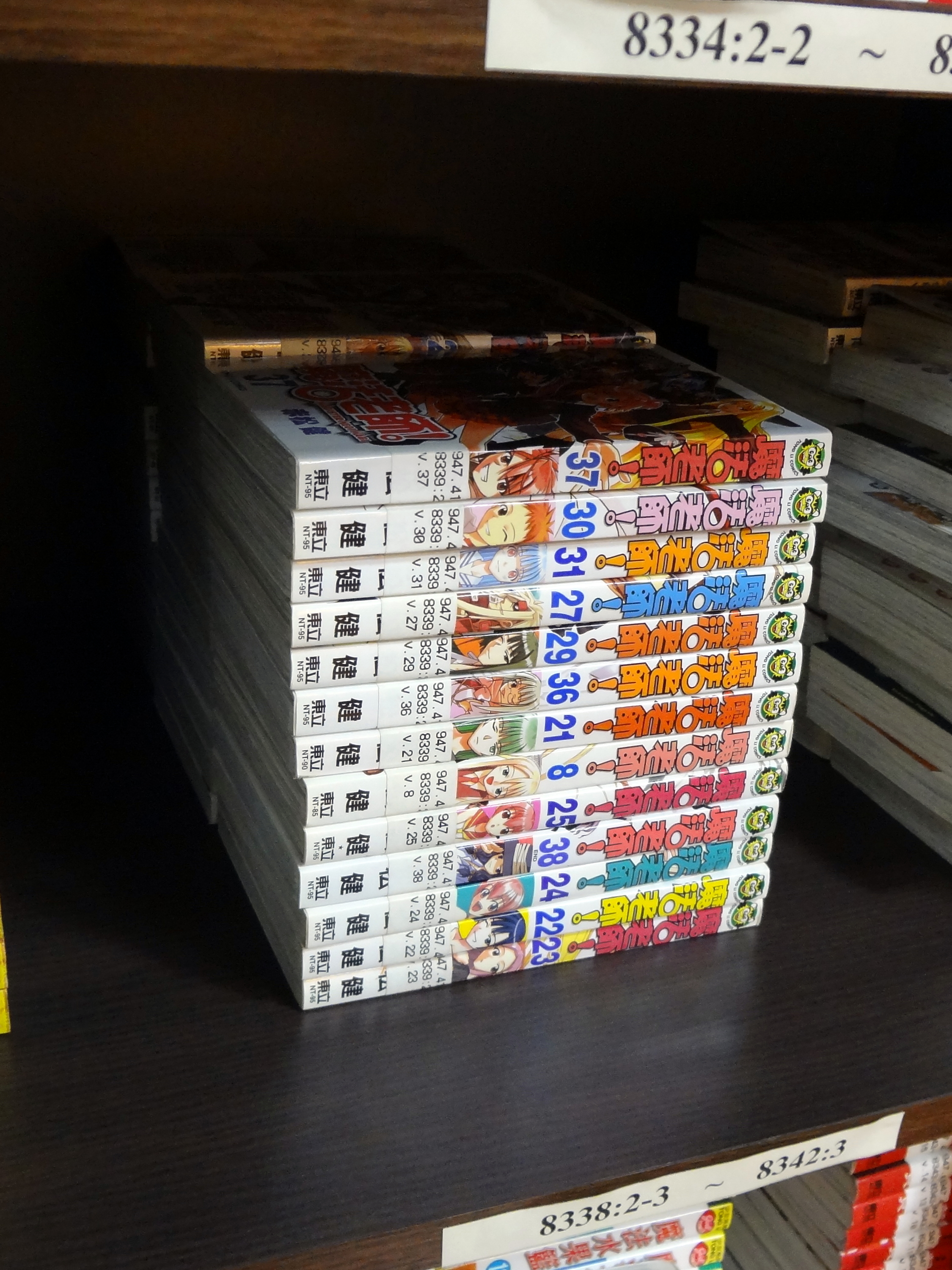
Volumes de Negima édité par Tong Li Publishing à Taïwan.

En Amérique du Nord, l'éditeur Del Rey Books, chargé de l'adaptation anglophone, censure toutes la parties corporelles du manga, à la grande surprise de l'auteur Ken Akamatsu. En 2011, l'adaptation nord-américaine est attribuée à Kodansha Comics USA. En France, en Suisse, et au Québec, le manga est adapté par Pika Édition. Dans les autres pays, le manga est adapté par Egmont Manga & Anime en Allemagne, Schibsted Forlag en Norvège, Glénat en Espagne, Editora JBC au Brésil, Tanoshimi au Royaume-Uni, Algoritam en Croatie et Tong Li Publishing à Taïwan.

## Anime

Logo japonais du manga et du premier anime.

Mahō sensei Negima! est la première adaptation tirée du manga, originellement annoncée en 2004, notamment par le site japonais Moonphase, pour une diffusion initiale en janvier 2005. À la suite de sa diffusion entre le 6 janvier et le 29 juin 2005, elle est annoncée pour une sortie en DVD. La même année, la série atteint la quatrième place des animes japonais préférés dans le top 100 de TV Asahi, juste après Fullmetal Alchemist, Gundam, et Dragon Ball, puis retombe à la 5e place, en 2006. Le premier album issu de l'anime atteint d'ailleurs la troisième place du classement musical japonais Oricon. Par la suite, l'anime est adapté aux États-Unis par FUNimation, et en France par Kazé, sous le titre Le maître magicien Negima!. 
Shin Negima!? est la seconde adaptation du manga. Sur une page du magazine Weekly Shônen Magazine, publiée le 1er mars 2005, Kôdansha annonce officiellement deux nouvelles adaptations en anime du manga Mahou Sensei Negima!. La production est désormais attribuée au studio Shaft, précédemment au studio Xebec, et inclut les talents créatifs du réalisateur Akiyuki Shinbo, et du créateur de personnages Kazuhiro Ota, le duo qui a auparavant participé à la réalisation Pani Poni Dash!. Les premiers épisodes suivent fidèlement le scénario du manga, mais divergent dès le 3e épisode. Contrairement à la première adaptation, celle-ci insiste davantage sur les combats magiques (et la magie en général). À noter aussi l'apparition de trois formes différentes de pactio : Suka, Cosplay et Armor.
Magister Negi Magi Negima!! est la troisième adaptation du manga. Il s'agit d'un tokusatsu sous forme de drama.
Negima! - Ala Alba!- est la quatrième adaptation du manga, sous forme d'OAV. Elle prend la suite de la précédente en couvrant le début de l'arc Mundus Magicus.
Negima! -Mou Hitotsu no Sekai!- est suivie par une OAV concernant Yue Ayase. Ces deux OAV sont suivies par un film sorti le 27 août 2011 en salle au Japon.

### Distribution
| Personnages              | Voix japonaise   | Voix française   |
| ------------------------ | ---------------- | ---------------- |
| Negi Springfield         | Rina Satō        | Gwenäelle Julien |
| Sayo Aisaka              | Yuri Shiratori   |                  |
| Yūna Akashi              | Madoka Kimura    | Gwenäelle Julien |
| Kazumi Asakura           | Ayana Sasagawa   |                  |
| Yue Ayase                | Natsuko Kuwatani | Julie André      |
| Ako Izumi                | Kotomi Yamakawa  |                  |
| Akira Ookochi            | Azumi Yamamoto   |                  |
| Misa Kakizaki            | Shizuka Itou     | Marie Dessalle   |
| Asuna Kagurazaka         | Akemi Kanda      | Isabelle Volpe   |
| Misora Kasuga            | Ai Bandou        | Pascale Chemin   |
| Chachamaru Karakuri      | Akeno Watanabe   |                  |
| Madoka Kugimiya          | Mami Deguchi     | Gwenäelle Julien |
| Kū-Fei                   | Hazuki Tanaka    |                  |
| Konoka Konoe             | Ai Nonaka        | Delphine Saroli  |
| Haruna Saotome           | Sawa Ishige      | Isabelle Volpe   |
| Setsuna Sakurazaki       | Yū Kobayashi     | Pascale Chemin   |
| Makie Sasaki             | Yui Horie        | Sandra Vandroux  |
| Sakurako Shiina          | Akane Ōmae       |                  |
| Mana Tatsumiya           | Miho Sakuma      |                  |
| Tchao Linshen            | Chiaki Osawa     | Julie André      |
| Kaede Nagase             | Ryōko Shiraishi  |                  |
| Chizuru Naba             | Misa Kobayashi   |                  |
| Fūka Narutaki            | Kimiko Koyama    | Angelique Heller |
| Fumika Narutaki          | Mari Kanou       |                  |
| Satomi Hakase            | Mai Kadowaki     |                  |
| Chisame Hasegawa         | Yumi Shimura     |                  |
| Evangeline A.K. McDowell | Yuki Matsuoka    |                  |
| Nodoka Miyazaki          | Mamiko Noto      |                  |
| Natsumi Murakami         | Mai Aizawa       |                  |
| Ayaka Yukihiro           | Junko Minagawa   |                  |
| Satsuki Yotsuba          | Naomi Inoue      |                  |
| Zazie Rainyday           | Yuka Inokuchi    |                  |

## Jeux vidéo
Negima ! a fait l'objet de nombreuses adaptations en jeux vidéo.
- 2005 : Mahou Sensei Negima! 1-Jikanme ~Okochama Sensei wa Mahoutsukai!~ (PlayStation 2)
- 2005 : Mahou Sensei Negima! Private Lesson: Dame Desu Toshokan (Game Boy Advance)
- 2005 : Mahou Sensei Negima! 2-Jikanme ~Tatakau Otometachi! Mahora Daiun (PlayStation 2)
- 2006 : Mahou Sensei Negima! Private Lesson 2: Ojama Shimasu Parasite de (Game Boy Advance)
- 2006 : Mahou Sensei Negima! Kagai Jugyou ~Otome no Dokidoki Beachside~ (PlayStation 2)
- 2006 : Negima!?: Chou Mahora Taisen Kattoiin, Keiyaku Shikkou Dechai ma (Nintendo DS)
- 2006 : Negima!? 3-Jikanme ~Koi to Mahou to Sekaiju Densetsu~ (PlayStation 2)
- 2007 : Negima!? Chou Mahora Taisen Chuu: Checkiin Zenin Shuugou! Yappar (Nintendo DS)
- 2007 : Negima!? Dream Tactic Yumemiru Otome Princess (PlayStation 2)
- 2007 : Mahou Sensei Negima!? Neo-Pactio Fight!! (Wii)

## Autres sources
- Chris Beveridge, « Negima Vol. #1 (also w/limited edition) », Mania, 2 août 2006 (consulté le 21 mai 2012)
- Chris Beveridge, « Negima Vol. #2 (also w/limited edition) », Mania, 4 septembre 2006 (consulté le 21 mai 2012)
- Carlo Santos, « Negima! Magister Negi Magi GN 15 », Anime News Network, 15 novembre 2007 (consulté le 21 mai 2012)
- Mike Dungan, « Mahou Sensei Negima! Vol. #03 », Mania, 9 novembre 2004 (consulté le 21 mai 2012)
- Stig Høgset, « Negima! », T.H.E.M. Anime Reviews, 31 mai 2005 (consulté le 21 mai 2012)
- Ross Liversidge, « Anime Review: Negima: The Series », UK Anime Network, 18 juin 2008 (consulté le 21 mai 2012)
- Theron Martin, « Mahou Sensei Negima! DVD 1 », Anime News Network, 22 août 2006 (consulté le 21 mai 2012)
- Bryan Morton, « Negima! Vol. #6 », Mania, 8 janvier 2008 (consulté le 21 mai 2012)
- Lesley Smith, « Negima! The Complete Series », Newtype USA, vol. 7, no 2,‎ février 2008, p. 97 (ISSN 1541-4817)
- Mark Thomas, « Negima Box Set », Mania, 25 mars 2008 (consulté le 21 mai 2012)